# Рей (річка)
Рей (англ. Rae River) — річка, що бере початок у водах озера Акуліакаттак (англ. Akuliakattak Lake) і впадає в бухту Річардсона затоки Коронейшен.
Гирло розташоване на північному заході від села Куглуктук у провінції Нунавут. Береги протягом багатьох століть були місцем проживання підгруп так званих «мідних інуїтів», зокрема, підгрупи каніанерміут (також відомої як уаліргміут,англ. Kanianermiut, Uallirgmiut, жили біля витоків річки) і паллірміут (англ. Pallirmiut, жили біля її гирла).
Названо на честь відомого шотландського дослідника Арктики Джона Рея.